# Fuji T-3
Die Fuji T-3 ist ein einmotoriges Flugzeug für die militärische Anfängerschulung, das von Fuji Heavy Industries produziert wurde. Sein Erstflug fand 1974 statt. Es wird von der Fuji T-7 ersetzt.

## Konstruktion und Entwicklung
Ursprünglich als KM-2B bezeichnet, ist die T-3 eine Weiterentwicklung der Fuji KM-2 (selbst eine viersitzige Weiterentwicklung der Beechcraft T-34 Mentor mit einem stärkeren Motor) für den Einsatz als Schulflugzeug für die japanischen Luftselbstverteidigungsstreitkräfte. Es kombiniert den Aufbau und Motor der KM-2 mit dem Tandem-Cockpit der T-34 Mentor. Der Erstflug fand am 17. Januar 1974 statt. Fünfzig Stück wurden bis 1982 produziert.

## Militärische Nutzer
Japan
Luftselbstverteidigungsstreitkräfte

## Technische Daten
| Kenngröße             | Daten                            |
| --------------------- | -------------------------------- |
| Besatzung             | 2                                |
| Länge                 | 8,04 m                           |
| Spannweite            | 10,0 m                           |
| Höhe                  | 3,02 m                           |
| Flügelfläche          | 16,50 m²                         |
| Flügelstreckung       | 6,1                              |
| Leermasse             | 1120 kg                          |
| max. Startmasse       | 1510 kg                          |
| Reisegeschwindigkeit  | 254 km/h                         |
| Höchstgeschwindigkeit | 377 km/h                         |
| Dienstgipfelhöhe      | 8170 m                           |
| Steigleistung         | 11,6 m/s                         |
| Reichweite            | 1038 km                          |
| Triebwerk             | ein Boxermotor Lycoming IGSO-480 |
| Leistung              | 254 kW (340 WPS)                 |